# ACS Energy Letters
ACS Energy Letters  (nach ISO 4-Standard in Literaturzitaten mit ACS Energy Lett. abgekürzt) ist eine monatlich erscheinende Peer Review Fachzeitschrift, die von der American Chemical Society herausgegeben wird. Die Erstausgabe erschien im Juli 2016. In der Fachzeitschrift werden Artikel zu bahnbrechenden Erkenntnisse über Energiematerialien, -speicherung und -umwandlung, Solarzellen und Kraftstoffe, Superkondensatoren, LEDs, Photosynthese und Biokraftstoffe sowie Photovoltaik veröffentlicht.
Aktueller Chefredakteur ist Prashant V. Kamat von der University of Notre Dame (Indiana, Vereinigte Staaten).